# Proechimys poliopus
Proechimys poliopus е вид бозайник от семейство Бодливи плъхове (Echimyidae). Видът е световно застрашен, със статут Уязвим.

## Разпространение
Разпространен е във Венецуела и Колумбия.